# Lalo-Honua
Lalo-Honua (hav. 'ispod Zemlje') havajsko je ime za prvu ženu u havajskoj mitologiji.
Ona i njezin muž, prvi muškarac Kumu-Honua, bili su kreacije velikog boga Kānea koji im je dao vrt te im je zabranio jesti plod s određenog stabla.
Pretpostavlja se da su ovu priču u potpunosti izmislili kršćanski misionari koji su došli na Havaje.

## Poveznice
- Eva
- Pandora